# La Arenita (Tabasco)
La Arenita es una localidad del municipio de Balancán ubicado en la subregión de los Ríos del estado mexicano de Tabasco.

## Geografía
La localidad se ubica a 27.1 kilómetros (en dirección sur) de la localidad de Balancán de Domínguez, la cabecera y lugar más poblado del municipio. Se sitúa en las coordenadas geográficas 18°02′49″N 91°34′43″O / 18.046944, -91.578611, a una elevación de 9 metros sobre el nivel del mar.

## Demografía
Según el Conteo de Población y Vivienda 2020, efectuado por el Instituto Nacional de Estadística y Geografía, la localidad de La Arenita tiene 23 habitantes, de los cuales 9 son del sexo masculino y 14 del sexo femenino. Su tasa de fecundidad es de 1.36 hijos por mujer y tiene 4 viviendas particulares habitadas.
| Gráfica de evolución demográfica de La Arenita entre 2005 y 2020 |
|                                                                  |
| INEGI.                                                           |